# Geurie
Geurie (466 habitants) est un village de Nouvelle-Galles du Sud en Australie situé à mi-chemin entre Wellington et Dubbo. Il est situé sur la Main Western Railway et est desservi par le Countrylink XPT entre Sydney et Dubbo.